# New York Times Building
Il New York Times Building è un grattacielo che si trova nella parte occidentale del Midtown di Manhattan, a New York sulla Eight Avenue.
Sede della New York Times Company, società editrice di quotidiani come The New York Times, The Boston Globe e l'International Herald Tribune, ha sostituito la storica sede di Times Square di Nassau Street, a pochi isolati di distanza.

## Storia
Il progetto della torre, elaborato dall'architetto italiano Renzo Piano, fu annunciato il 13 dicembre 2001, con la previsione di una torre di 52 piani realizzata in joint-venture dall'editore con imprese immobiliari come Forest City Ratner Companies e ING Real Estate.
Il 5 giugno 2008 la torre è stata scalata da Alain Robert sfoggiando una bandiera con uno slogan riguardo al riscaldamento globale, per poi venire arrestato dalle squadre speciali della NYPD. Lo slogan riportava la seguente frase: "Il riscaldamento globale uccide ogni settimana più gente dell'11 settembre".

## Architettura

Confronto delle altezze degli edifici di New York City, con il New York Times Building sulla destra

Il New York Times Building è stato progettato da Renzo Piano e Fox & Fowle ed è stato sviluppato dalla New York Times Company, Forest City Ratner e ING Real Estate. È stato il primo progetto di Piano a New York City. Gensler ha progettato gli interni sotto la supervisione di Margo Grant Walsh. AMEC è stato l'appaltatore principale per il nucleo e il guscio, mentre Turner Construction è stato l'appaltatore per lo spazio Times nella sezione inferiore dell'edificio. Altre aziende coinvolte nel progetto includevano l'ingegnere strutturale Thornton Tomasetti, il consulente eolico RWDI, il fornitore di sigillanti Dow Corning Corporation e il fornitore di acciaio ArcelorMittal. Il sistema meccanico, elettrico e idraulico è stato progettato da Flack + Kurtz. Ufficialmente, la New York City Economic Development Corporation possiede il sito.
Il Times Building è alto 52 piani con un seminterrato, copre una superficie lorda di 143.601,0 m². Ha due principali condomini di spazi per uffici: una sezione inferiore gestita dalla New York Times Company e una sezione superiore gestita da Brookfield Properties, che ha rilevato la quota di Forest City Ratner nel 2019. Lo spazio Times dal 2° al 27° piano copre 74.000 m², circa il 58% dello spazio per uffici, mentre dal 29° al 52° piano si estendono su 56.000 m², coprendo il restante 42%. L'atrio e gli spazi meccanici al 28° e 51° piano sono condivisi dai principali operatori dell'edificio. L'ultimo piano è alto 220 m. Il Times Building si eleva per 228 m dalla strada al tetto, mentre la parete esterna si eleva per 256 m e il suo albero portante raggiunge i 318,8 m. Nel 2018, albero incluso, il New York Times Building è il dodicesimo edificio più alto della città, a pari merito con il Chrysler Building.
Il Times Building è stato progettato come un edificio ecologico. Durante la costruzione dell'edificio, gli architetti hanno creato un modello di 420 m² di una porzione dell'edificio per testarne le caratteristiche ambientali.

### Struttura e facciata
Il Times Building è costituito da due sezioni: la torre di 52 piani nella parte occidentale del sito e un podio di quattro piani che occupa la parte orientale. La sezione della torre copre circa 2.280 m², con dimensioni di 60 x 48 m. Gli angoli della torre sono intagliati, creando una disposizione cruciforme. Le colonne esterne sui prospetti ovest ed est sono incassate di diversi piedi nell'edificio. Le campate centrali dei prospetti nord e sud sono leggermente a sbalzo oltre le colonne più esterne a nord e a sud.

#### Tubi in ceramica

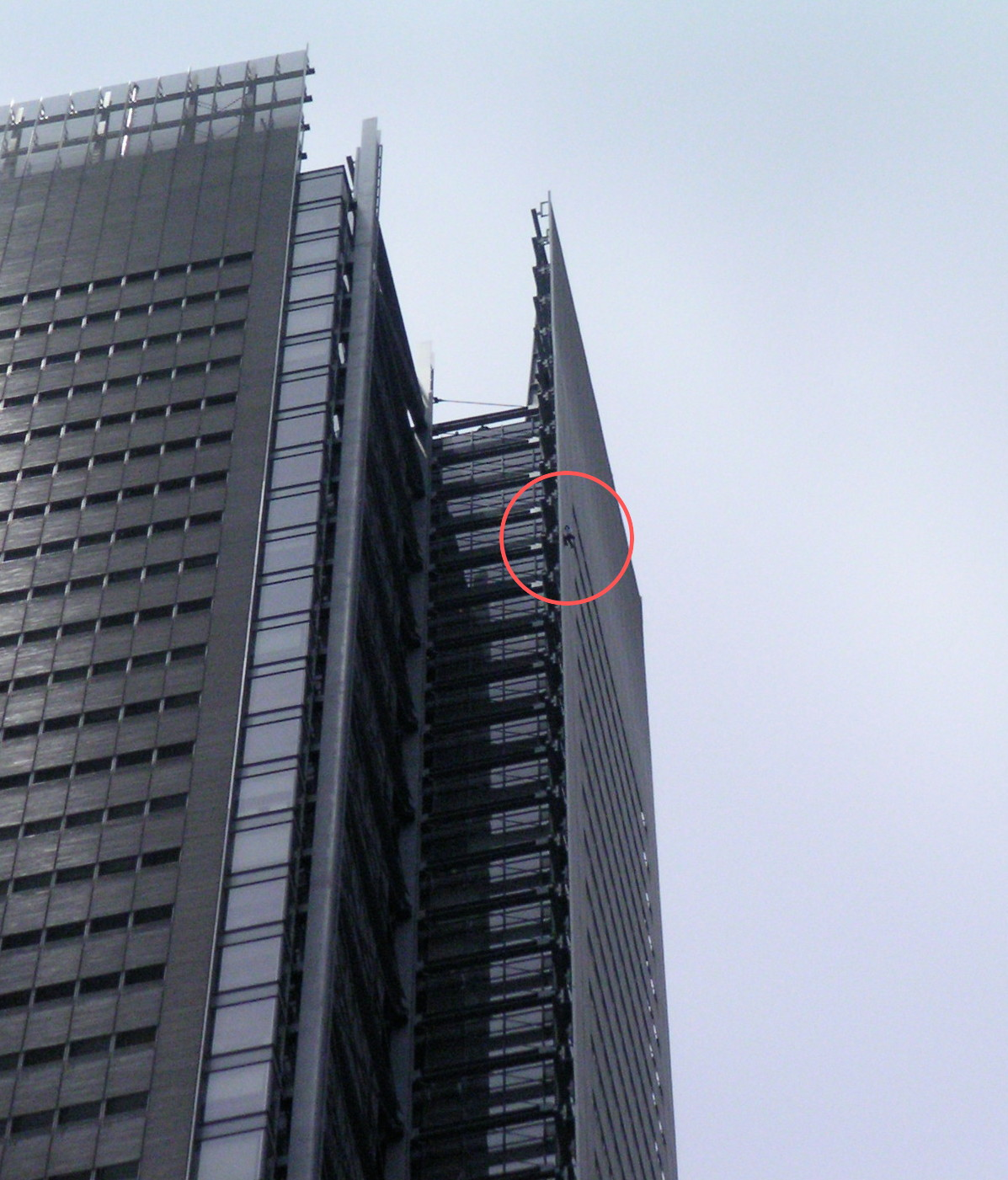
Alain Robert (in rosso, nel cerchio) mentre scala il New York Times Building il 5 giugno 2008

Ci sono circa 186.000 barre di ceramica nell'edificio. Le barre, che misurano 41 mm di diametro, sono montate a circa 0,61 m davanti alla parete continua e sono trasportate su "pettini" di alluminio. Le barre sono realizzate in silicato di alluminio, una ceramica scelta per la sua durata e convenienza. Le barre sono progettate per deviare il calore e l'abbagliamento anche se i vetri non fossero colorati, e possono cambiare colore con il sole e le intemperie. La spaziatura delle barre aumenta dalla base alla cima, aggiungendo trasparenza per i primi 91 m dello spazio utilizzabile. Ad ogni piano, le barre contengono un leggero spazio all'altezza degli occhi. Le aste si estendono per circa 22 m sopra il tetto principale. Sulle elevazioni nord e sud, gli schermi si estendono leggermente oltre gli angoli intagliati.
Sul prospetto Eight Avenue si trova un'insegna con il logo del New York Times, disegnato da Michael Bierut di Pentagram. Lungo 34 metri, il logo è composto dal nome del Times scritto nel font Fraktur con una dimensione di 10.116 punti. Il logo stesso è composto da 959 buste di alluminio personalizzate del diametro di circa 76 mm; queste sono avvolte attorno alle aste di ceramica.

#### Parete in vetro
La parete continua in vetro è composta da pannelli a bassa emissività con doppi vetri che si estendono dal pavimento al soffitto di ogni piano. I pannelli misurano generalmente 1,5 m di larghezza e 4,1 m di altezza. L'uso del vetro dal pavimento al soffitto aveva lo scopo di evidenziare la trasparenza del supporto. Massimizza inoltre la luce naturale e la trasparenza fisica della facciata.

### Caratteristiche strutturali

#### Sottostruttura
Sotto il sito si trova il resistente substrato roccioso di Hartland. Prima della costruzione della torre, gli appaltatori hanno effettuato tre serie di sondaggi per estrarre campioni della composizione del terreno. Direttamente sotto la porzione del sito relativa alla torre, i campioni contenevano generalmente roccia degradata e alterata di scarsa qualità a una profondità fino a 21 metri. I sondaggi in altre parti del sito e sotto il marciapiede circostante contenevano generalmente roccia di qualità a bassa profondità, la cui qualità aumentava a profondità maggiori.

#### Sovrastruttura

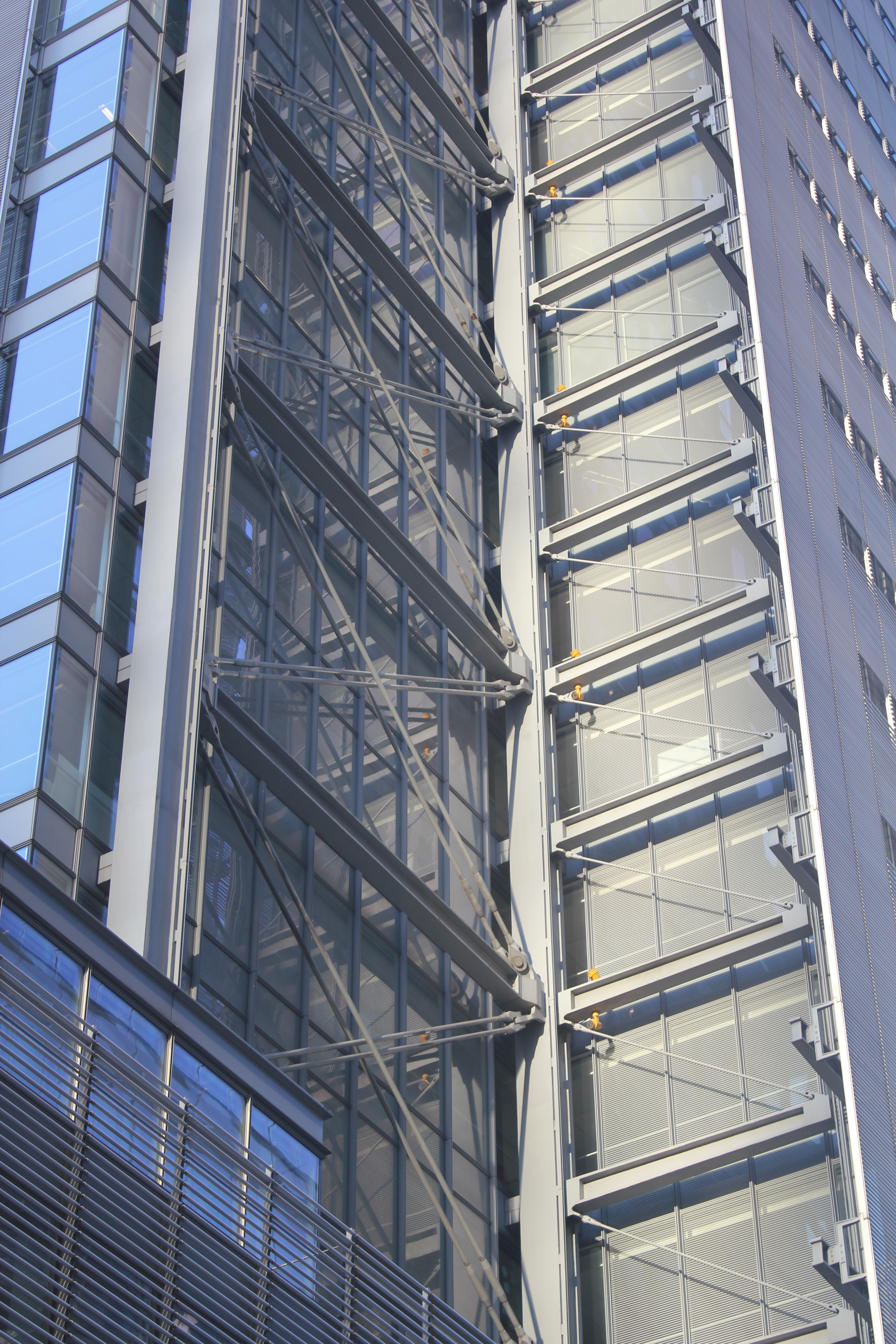
Sulla sinistra si può osservare la controventatura a "X" degli angoli della torre, mentre sulla destra si può osservare lo sbalzo dello schermo in ceramica.

L'edificio contiene una sovrastruttura con 23.500 tonnellate corte (21.000 tonnellate lunghe; 21.300 t) di acciaio. Oltre il 95% delle travi è realizzato in acciaio riciclato. L'acciaio è stato scelto rispetto al cemento perché consente spazi ufficio flessibili.  La sovrastruttura contiene colonne scatolari di 760 x 760 mm di diametro. Le flange variano da 100 mm di spessore alla base a 51 mm di spessore ai piani superiori, conferendo un aspetto più leggero. Le travi sono ricoperte da rivestimenti intumescenti per la protezione dal fuoco. Le solette sono un composito costituito da 64 mm di calcestruzzo su un solaio metallico da 76 mm.
La sovrastruttura della torre è rinforzata al nucleo meccanico, che misura 27 per 20 m. Ciò consente al perimetro dei piani della torre di non superare i 13 m dal nucleo. La sezione inferiore della torre, contenente gli uffici del Times, contiene due serie di telai di rinforzo che circondano il nucleo da nord a sud. I 21 piani superiori contengono una singola linea di rinforzo che si estende da nord a sud. Ci sono stabilizzatori ai piani meccanici del 28° e 51° piano. I controventi a "X" sono stati pretensionati durante la costruzione per compensare l'accorciamento delle colonne. I controventi sono costruiti in coppia, anziché come barre singole, che avrebbero richiesto diametri maggiori.
Sui prospetti nord e sud, le campate centrali sono a sbalzo di circa 6,1 m oltre le colonne perimetrali. Le travi di solaio delle sezioni a sbalzo sono disposte in tre linee di intelaiatura: due alle estremità esterne degli sbalzi e una al centro. La trave centrale di ciascun piano è sostenuta da una trave Vierendeel. Le travi esterne sono collegate alle colonne perimetrali da travi diagonali e tra loro da colonne.

## Confronto con altri grattacieli newyorchesi
Il tetto della torre è a 227 metri d'altezza, ma l'altezza comprensiva dell'antenna è di 319 metri. La torre è così l'ottavo edificio più alto della città insieme al Chrysler Building, dietro il Three World Trade Center (329 metri), il Condé Nast Building (341 metri), la Bank of America Tower (370 metri), l'Empire State Building (381 metri), il 30 Hudson Yards (386 metri), il 432 Park Avenue (426 metri) e il One World Trade Center, anche noto come Freedom Tower (Torre della Libertà), la cui antenna raggiunge i 541 metri.

## Galleria d'immagini

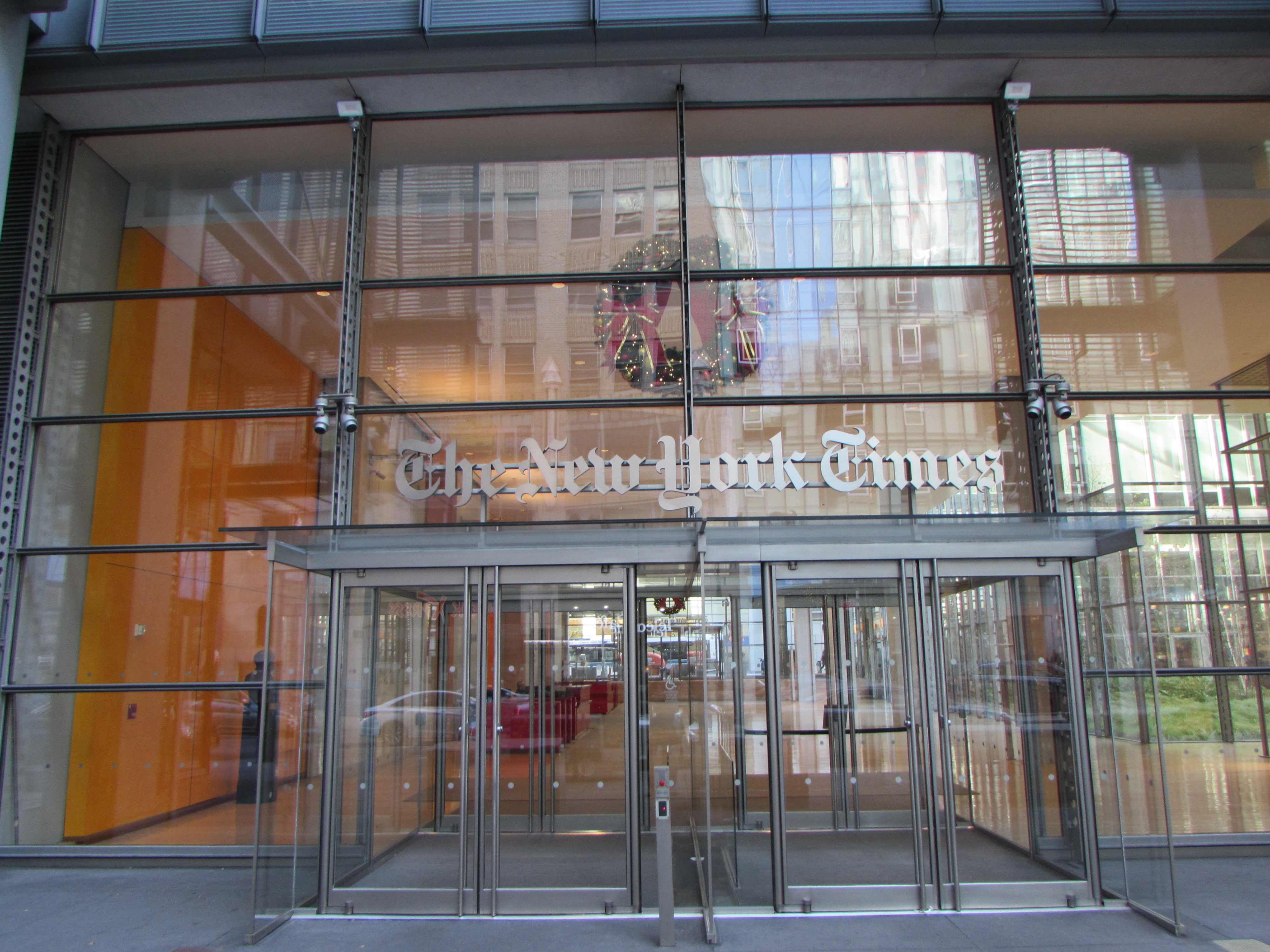
Ingresso New York Times
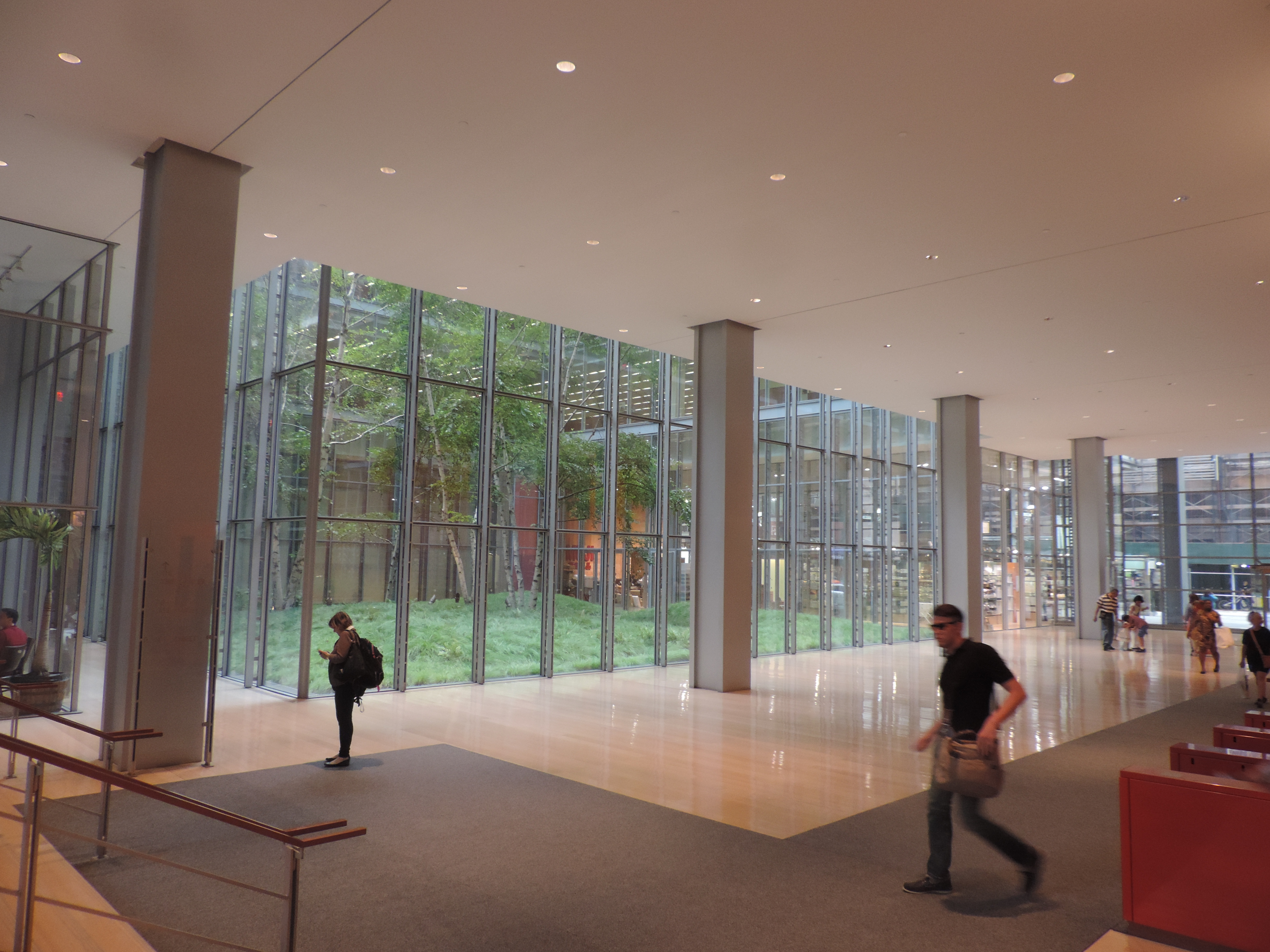
Atrio interno
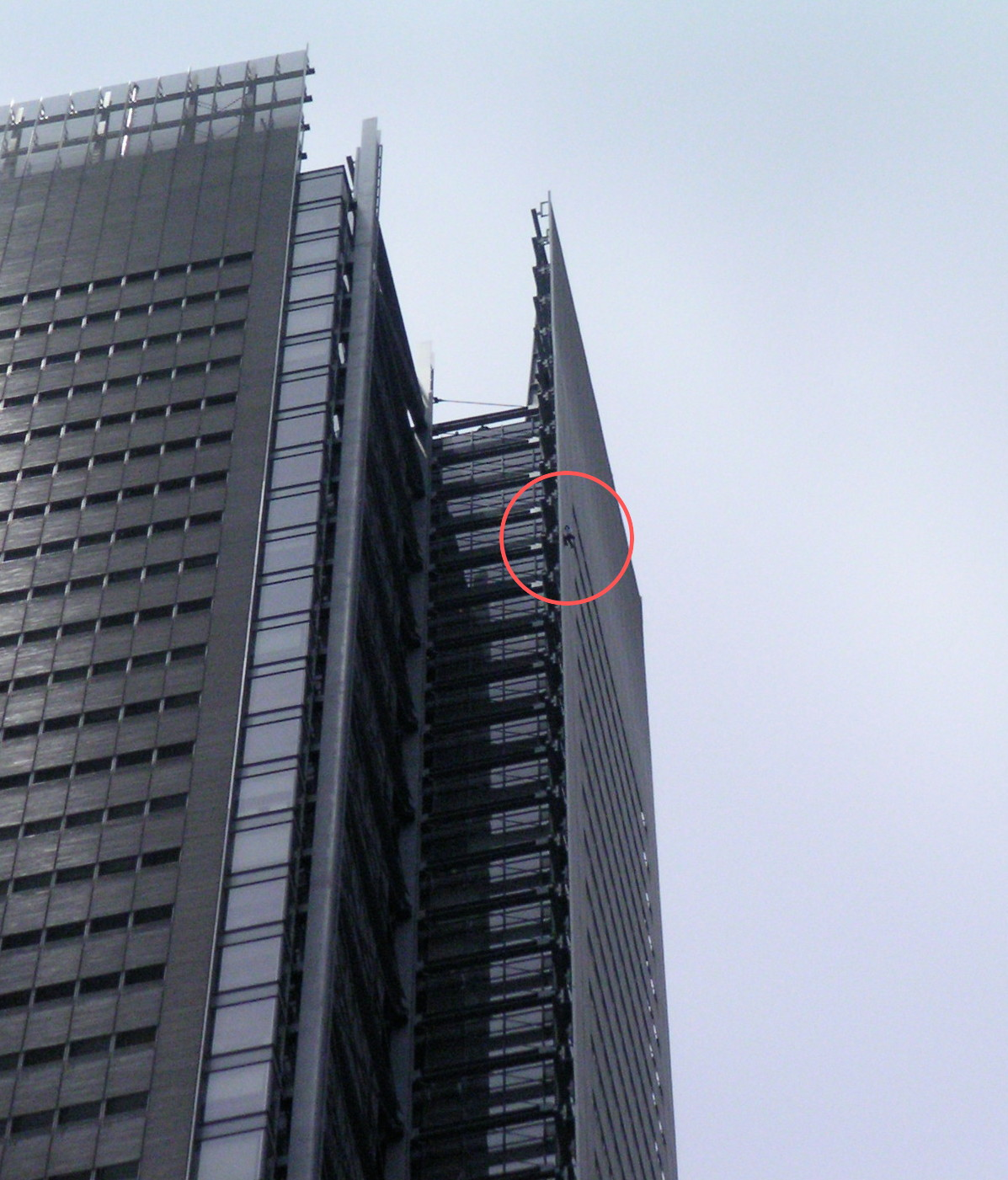
Alain Robert evidenziato mentre scala l'edificio
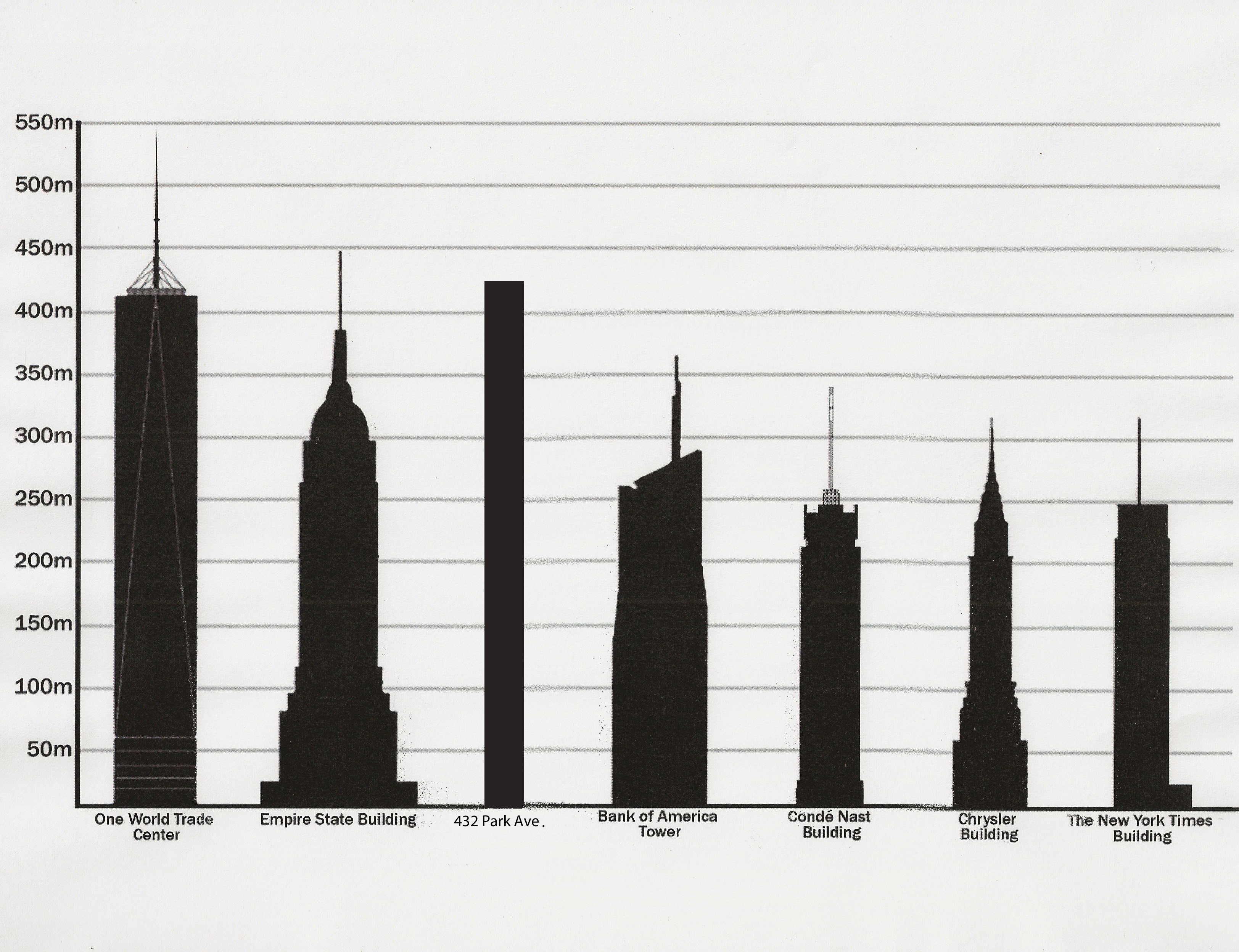
Confronto altezze grattacieli